# شركة الدواء للخدمات الطبية
شركة الدواء للخدمات الطبية المحدودة هي شركة صيدلانية مساهمة عامة سعودية، تأسست عام 1994 ومقرها في مدينة الخبر، وهي تضم 800 صيدلية منتشرة في أرجاء السعودية.

## التاريخ
شركة الدواء للخدمات الطبية هي شركة مساهمة سعودية مقفلة تحولت بموجب القرار الوزاري رقم (361) وتاريخ 27-10-1442هـ الموافق (08-06-2021م)، مقيدة بالسجل التجاري رقم (2051025701) وتاريخ 23-09-1422 هـ الموافق (08-12-2001م)الصادر في مدينة الخبر في المملكة العربية السعودية، وعنوانها المسجل هو ص.ب. (4326)، مدينة الخبر، (31952)، المملكة.
تأسست الشركة بتاريخ 16-01-1412هـ الموافق (28-07-1991م) كمؤسسة فردية باسم «مؤسسة محمد سعد الفراج التجارية»، مقيدة بالسجل التجاري لمدينة الخبر بالرقم (2051014940) وتاريخ 16-01-1412هـ الموافق (28-07-1991م)، وتم تحويل أحد فروعها المسماة «صيدليات الدواء» والتي تم افتتاح أول فرع لها بعام 1993م، إلى شركة ذات مسؤولية محدودة بتاريخ 23-09-1422هـ الموافق (08-12-2001م) برأس مال قدره مليوني (2,000,000) ريال سعودي مدفوع بالكامل مقسم إلى ألفي (2,000) حصة نقدية بقيمة اسمية مدفوعة بالكامل قدرها ألف (1,000) ريال سعودي للحصة الواحدة، وتم قيدها في السجل التجاري لمدينة الخبر بالرقم (2051025701) وتاريخ 23-09-1422هـ الموافق (08-12-2001م). وبتاريخ 27-10-1442هـ الموافق (08-06-2021م)، تحولت الشركة من شركة ذات مسؤولية محدودة إلى شركة مساهمة مقفلة باسم «شركة الدواء للخدمات الطبية» برأس مال قدره ثمانمائة وخمسون مليون (850,000,000) ريال بقيمة اسمية مدفوعة بالكامل قدرها عشرة (10) ً عاديا ريال مدفوع بالكامل مقسم إلى خمسة وثمانين مليون (85,000,000) سهما رياالت سعودية للسهم الواحد. تم زيادة رأس مال الشركة عدة مرات منذ تأسيسها، حيث تمت أول زيادة لرأس مال الشركة بموجب قرار الشركاء بتاريخ 15-04-1427هـ الموافق (13-05-2006م) (من مليوني (2,000,000) ريال إلى عشرة ملايين (10,000,000)ريال مقسم إلى عشرة الآف (10,000)حصة نقدية بقيمة اسمية قدرها ألف (1,000)ريال للحصة الواحدة وتم استيفاء الزيادة البالغ قدرها ثمانية ملايين (8,000,000)ريال سعودي عن طريق تحويلها من حسابات الشركاء الجارية، وبتاريخ 14-10-1442هـ الموافق 26-05-2021م، تم زيادة رأس مال الشركة من عشرة ملايين (10,000,000)ريال إلى ثمانمائة وخمسين مليون (850,000,000) بقيمة اسمية قدرها عشرة (10)ريالات للسهم الواحد ريال سعودي مدفوع بالكامل مقسم إلى خمسة وثمانين مليون (85,000,000) سهما عادياوتم استيفاء الزيادة البالغ قدرها ثمانمائة وأربعين مليون (840,000,000)ريال عن طريق: رسملة مبلغ سبعمائة ووثمانية وثمانون مليونا وخمسمائة ألف (788,500,000)ريال من حساب الأرباح المبقاة؛ وتحويل مبلغ واحد وخمسون مليونا وخمسمائة ألف (51,500,000)ريال من حساب الزيادة المقترحة لرأس المال.

## الشركات التابعة
للشركة خمسة 5 شركات تابعة وهي:
1. شركة الدواء للخدمات الطبية.
2. شركة هولينز جي إم بي إتش.
3. شركة رونزاك جي إم بي إتش.
4. شركة جالنزين.
5. شركة مصنع المتطورة الأولى لصناعة الأجهزة الطبية.